# 126 Madison Avenue
126 Madison Avenue (noto anche come 15 East 30th Street e Madison House ) è un grattacielo residenziale a Manhattan, nella città di New York.

## Caratteristiche
L'edificio, la cui costruzione è iniziata nel 2017 ed è terminata a giugno 2019, è alto 220 metri e presenta 51 piani.
La società JD Carlisle ha acquistato il sito dell'edificio per $ 102 milioni nel marzo 2015 con l'intenzione di costruire un edificio residenziale di 53 piani. Gli sviluppatori hanno ricevuto 350 milioni di dollari in finanziamenti per la costruzione da Bank OZK a maggio 2018.